# 沙河经济技术开发区
沙河经济技术开发区，是中华人民共和国江西省九江市柴桑区下辖的一个类似乡级单位。

## 行政区划
下辖以下地区：
刘八碗社区、石门社区、冷水社区、庐山南路社区、庐山北路社区、毛桥村、兰桥村、天坡村、泉塘村和县沙城工业园社区。